# Wes Brown
Wesley Michael "Wes" Brown (født 13. oktober 1979 i Longsight, Manchester) er en engelsk fodboldspiller, der i øjeblikket spiller som forsvarsspiller for Kerala Blasters i Indien. Han har tidligere i en årrække repræsenteret Manchester United.

## Klubkarriere
Brown begyndte sin seriøse fodboldkarriere som skoledreng, da han spillede for Burnage High School and Fletcher Moss Rangers et Greater Manchester-ungdomshold, og var en tidligere elev af FA School of Excellence i Lilleshall, og han gik også på Manchester Uniteds fodboldakademi, hvor han tiltrådte i en alder af 12 år. Brown viste talent og modenhed i en tidlig alder, han skrev under på fuldt professionelle vilkår med Manchester Uniteds drengehold den 4. november 1996 i en alder af 17 år. Wes Browns forældre, Bancroft Brown og Whitney Manson, har også begge en karriere indenfor fodbold. Bancroft Brown spillede for Leicester i slutningen af 40'erne og indtil starten af 50'erne. Hans mor spillede for Leeds United i en periode på 7 år, mellem 1947 til 1954.
Brown fik succes med reserve- og ungdomstrupperne for United, da han vandt FA Youth Cup og en Lancashire Division One-medalje med reserverne. Han har også tilegnet sig en Denzil Haroun Young Player of the Year-pris til hans samling.
Den 4. maj 1998 fik Brown sin Premier League-debut mod Leeds United, da han kom ind som udskifter. Hans gennembrud kom først året efter i 1998/99-sæsonen, hvor han lavede adskillige førsteholdsoptrædener på højre-back samt hans mere naturlige stilling på central-back. Sæsonen kunne ikke have gået bedre for Brown, som sammen med United fik tilegnet sig den legendariske treble.
Brown fik den første af hvad man ville kalde en skade under en træning i 1999-2000-sæsonen. På grund af sin skade, fik han ikke spillet en eneste konkurrencedygtig kamp hele sæsonen, i mens United gik på at vinde deres sjette Premier League-titel i otte sæsoner.
Han vendte tilbage med et stærkt comeback det efterfølgende år, da han blev rost fra alle hjørner af klubbens manager Sir Alex Ferguson, som tydeligt vise at han ville udpege Brown til at være Manchester Uniteds mest talentfulde forsvarer.
En fin 2000-01-periode blev fulgt af endnu et solidt år i 2001-02. Hans ry voksede endnu større i løbet af 2002-03-sæsonen, men igen blev hans præstationer hæmmet af en skade. Brown pådrog sig en knæskade den sidste dag i sæsonen, og han vendte ikke tilbage indtil midtvejs i 2003-04-sæsonen. Brown endte sæsonen i god form, da han fik prisen man of the match for sine præstationer i FA Cup-semifinalesejren mod Arsenal. Det var efter denne fine indsats, at Ferguson gentog sin overbevisning om, at Brown var "den bedste naturlige forsvarer" i England. På trods af det var Brown ikke i stand til at vise god nok form, til at han kunne få en plads i Englands EM 2004-trup.
Brown var med i den trup for United, der vandt FA Cup det år mod Millwall i Cardiff og senere blev runners-up i 2005- og 2007-finalen.
Efter næsten tre år uden at have scoret et Premier League-mål for United, scorede Brown den 23. marts 2008 mod Liverpool det første mål i en 3-0-sejr.
Efter først at afvise en ny kontrakt tilbud i december 2007, skrev Brown senere under på en 5-årig kontraktforlængelse sammen med forsvarsspilleren Rio Ferdinand og midtbanespilleren Michael Carrick i april 2008, som vil holde ham på Old Trafford indtil 2013 og stoppede derfor enhver handelsspekulation omkring Brown. Den 4. oktober 2008 scorede Brown kun det fjerde mål i hele sin Manchester United-karriere, da han headede Wayne Rooneys indlæg ind i Uniteds 2-0-sejr ude mod Blackburn Rovers. Målet var kontroversielt, men Blackburns spillere mente, at Nemanja Vidić havde hæmmet deres målmand Jason Brown, så han gjorde det muligt for Brown at heade bolden ind ved yderste stolpe.
Brown var ikke med til førsteholdskampe i omkring fire uger i november 2008, efter at han havde været igennem en ankeloperation.
Den 7. juli 2011 skiftede han, sammen med holdkammeraten John O'Shea, til Sunderland på en 4-årig kontrakt.

## International karriere
Brown fik en plads på Englands VM 2002-trup.
Wes Brown lavede en god indsats i 2005-06-sæsonen, som gjorde at han blev udtaget til England-truppen i en venskabskamp mod Uruguay. Selvom han ikke spillede nogen rolle i det resultat håbede han at gøre det på Englands trup til VM 2006, men han blev ikke valgt.
Han blev endnu en gang udtaget til Englands trup af træner Steve McClaren, og han spillede i nederlaget mod Andorra i EM 2008-kvalifikatioen den 2. september, hvor han dannede par med John Terry i hjertet af det engelske forsvar i stedet for den skadede Manchester United-holdkammerat Rio Ferdinand. Han erstattede Terry i en venskabskamp mod Brasilien den 1. juni 2007, men da han fik boldkontakt første gang i den kamp, var han nær ved at score selvmål.
Fabio Capello udtog Brown i sin startopstilling i sine to første kampe som træner for landsholdet mod Schweiz og Frankrig.
Brown scorede sit første mål i en venskabskamp mod Tjekkiet den 20. august på Wembley. Han stod foran en forsvarer og headede et David Beckham-hjørnespark ind.

## Personlige liv
Browns far Bancroft Brown døde i februar 2008. Hans halvsøster Claire Fallows, døde den 19. juli 2008 under sin graviditet.
Browns yngre bror Reece spiller i øjeblikket for Manchester Uniteds akademi-trup, han skrev under for klubben i en alder af 9 år.

## Karrierestatistikker
| Klub              | Sæson     | Liga | Liga | FA Cup | FA Cup | League Cup | League Cup | Europa | Europa | Andre | Andre | Total | Total |
| Klub              | Sæson     | Kmp  | Mål  | Kmp    | Mål    | Kmp        | Mål        | Kmp    | Mål    | Kmp   | Mål   | Kmp   | Mål   |
| ----------------- | --------- | ---- | ---- | ------ | ------ | ---------- | ---------- | ------ | ------ | ----- | ----- | ----- | ----- |
| Manchester United | 1997–98   | 2    | 0    | 0      | 0      | 0          | 0          | 0      | 0      | 0     | 0     | 2     | 0     |
| Manchester United | 1998–99   | 24   | 0    | 2      | 0      | 1          | 0          | 4      | 0      | 0     | 0     | 21    | 0     |
| Manchester United | 1999–2000 | 0    | 0    | –      | –      | 0          | 0          | 0      | 0      | 0     | 0     | 0     | 0     |
| Manchester United | 2000–01   | 28   | 0    | 1      | 0      | 1          | 0          | 11     | 0      | 0     | 0     | 41    | 0     |
| Manchester United | 2001–02   | 17   | 0    | 0      | 0      | 0          | 0          | 7      | 0      | 0     | 0     | 24    | 0     |
| Manchester United | 2002–03   | 22   | 0    | 2      | 0      | 5          | 0          | 6      | 1      | 0     | 0     | 35    | 1     |
| Manchester United | 2003–04   | 17   | 0    | 6      | 0      | 0          | 0          | 2      | 0      | 0     | 0     | 25    | 0     |
| Manchester United | 2004–05   | 21   | 1    | 6      | 0      | 3          | 0          | 7      | 0      | 0     | 0     | 37    | 1     |
| Manchester United | 2005–06   | 19   | 0    | 4      | 0      | 5          | 0          | 3      | 0      | 0     | 0     | 31    | 0     |
| Manchester United | 2006–07   | 22   | 0    | 6      | 0      | 2          | 0          | 7      | 0      | 0     | 0     | 37    | 0     |
| Manchester United | 2007–08   | 36   | 1    | 4      | 0      | 1          | 0          | 10     | 0      | 1     | 0     | 52    | 1     |
| Manchester United | 2008–09   | 5    | 1    | 0      | 0      | 1          | 0          | 2      | 0      | 2     | 0     | 10    | 1     |
| I alt             | I alt     | 203  | 3    | 31     | 0      | 19         | 0          | 59     | 1      | 3     | 0     | 315   | 4     |

Statistikkerne er korrekte indtil kampe der er spillet før 3. december 2008

## Hæder

### Manchester United
- Premier League: 1998–99, 2000–01, 2002–03, 2006–07, 2007–08
- FA Cup: 1998–99, 2003–04
- Football League Cup: 2005–06
- FA Community Shield: 2003, 2007, 2008
- UEFA Champions League: 1998–99, 2007–08

### Individelt
- Denzil Haroun Young Player of the Year: 1997

## Eksterne links
- Wes Browns spillerprofil hos FIFA (engelsk)
- Wes Browns spillerprofil hos UEFA (engelsk)
- Wes Browns profil hos EU-football.info (engelsk)
- Wes Browns spillerprofil på Transfermarkt (engelsk)
- Wes Browns spillerprofil på national-football-teams.com (engelsk)
- Wes Browns profil på WorldFootball.net (engelsk)
- Wes Browns spillerprofil på Soccerbase.com (engelsk)
- Wes Browns profil hos FootballDatabase.eu (engelsk)
- Wes Browns spillerprofil på Soccerway (engelsk)
- Wes Browns profil på Zero Zero (engelsk)